# Samsung Galaxy A70
Il Samsung Galaxy A70 è uno smartphone Android di fascia medio-alta prodotto da Samsung Electronics, come parte della sua gamma di quinta generazione della serie Galaxy A. È stato presentato in Corea del Sud il 26 marzo 2019.

## Specifiche

### Hardware
Il Samsung Galaxy A70 ha il display Super AMOLED "Infinity-U" da 6,7" FHD+ (1080 × 2400) con una tacca a forma di U per la fotocamera frontale, simile al Galaxy A50. Il telefono ha RAM da 6 o 8 GB e dispone di 128 GB di memoria interna, espandibile tramite scheda microSD. Il telefono misura 164,3 × 76,7 × 7,9 millimetri e pesa 183 grammi, ha una batteria da 4500 mAh. Ha il jack per cuffie da 3,5 mm e supporta la ricarica veloce a 25 watt con cavo USB-C.

#### Fotocamera
Il telefono ha una fotocamera posteriore a tripla lente, composta da un obiettivo principale da 32 megapixel con apertura f/1.7, un obiettivo grandangolare da 8 megapixel con apertura f/2.2 e un sensore di profondità da 5 megapixel con apertura f/2.2, grazie al quale si può utilizzare l'effetto Bokeh. La fotocamera anteriore è da 32 megapixel, con apertura f/2.0. Il telefono può anche registrare video in 4K a 30 fps ed in slow motion Full HD a 240 fps.

### Software
Il Galaxy A70 di serie è dotato di sistema operativo Android Pie e con l'interfaccia utente One UI 1.1 di Samsung. Le funzionalità includono Bixby, Samsung Health e Samsung Pay.
Nella prima metà del 2020 viene reso disponibile l'aggiornamento ufficiale ad Android 10 con la nuova One UI 2.0. In alcuni paesi, nei dispositivi aggiornati si sono inizialmente verificate diverse problematiche. Alla fine di novembre 2020 riceve un altro aggiornamento per la One UI, che passa alla versione 2.5, sempre basato su Android 10.
A partire da marzo 2021 inizia a ricevere l'aggiornamento ad Android 11 con One UI 3.1.

## Commercializzazione
Il dispositivo è stato commercializzato a maggio 2019.
In base alla versione, può essere dotato o meno di dual SIM e di NFC.
La variante Galaxy A70s differisce dall'A70 principalmente per la presenza di un sensore posteriore principale da 64 megapixel con apertura f/1.8 anziché da 32.

### Recensioni
| Sito             | Valutazione | Fonte  |
| ---------------- | ----------- | ------ |
| AndroidAuthority | 7.4/10      | [ 10 ] |
| WebNews          | 8.8/10      | [ 11 ] |
| TuttoAndroid     | 7.2/10      | [ 12 ] |
| AndroidWorld     | 7.8/10      | [ 13 ] |